# Chalcopasta anopis
Chalcopasta anopis là một loài bướm đêm trong họ Noctuidae.